# Лесная дубовая роща Левадки
Лесная дубовая роща Левадки (укр. Лісовий дубовий гай Левадки, крымскотат. Levadki orman emenligi, Левадки орман эменлиги) — заповедное урочище, расположенное в Крымских горах, на территории Симферопольского района (Крым). Создан 20 мая 1980 года. Площадь — 16 га. Землепользователь — Министерство экологии и природных ресурсов Республики Крым и государственное автономное учреждение Республики Крым «Симферопольское лесоохотничье хозяйство».

## История
Заповедное урочище местного значения создано Решением исполнительного комитета Крымского областного Совета народных депутатов от 20.05.1980 № 353.
Является заповедным урочищем регионального значения, согласно Распоряжению Совета министров Республики Крым от 05.02.2015 № 69-р «Об утверждении Перечня особо охраняемых природных территорий регионального значения Республики Крым».
Режим хозяйственного использования и зонирование территории заповедного урочища определяется Приказом министерства экологии и природных ресурсов Республики Крым от 15.09.2016 № 2013.

## Описание
Заказник создан с целью сохранения и возобновления обособленного целостного ландшафта. На территории заказника запрещается или ограничивается любая деятельность, если она противоречит целям его создания или причиняет вред природным комплексам и их компонентам. Цели природоохранного объекта: сохранение, восстановление и воспроизводство редких и находящихся под угрозой исчезновения объектов растительного и животного мира и среды их обитания; развитие познавательного туризма; экологическое просвещение; осуществление экологического мониторинга; организация и проведение научных исследований.
Заповедное урочище расположено на северном склоне внутренней гряды Крымских гор на территории Чистенского сельского поселения за границами населённых пунктов: квартал 17 Партизанского лесничества, юго-восточнее села Левадки. Вытянуто с севера на юг длиной 850 м.
Ближайший населённый пункт — село Левадки, город — Симферополь.

## Природа
Природа представлена лесом.